# Calle 133 (Manhattan)
La calle 133 es una calle de Manhattan y el Bronx, en la ciudad de Nueva York (Estados Unidos). En Harlem, Manhattan, comienza en Riverside Drive en su lado oeste, cruza las avenidas Broadway y Amsterdam Avenue, y termina en Convent Avenue, antes de continuar en el lado este, cruza la Séptima Avenida y termina en Lenox Avenue. En Port Morris, en el Bronx, va desde Bruckner Boulevard/St. Ann's Place hasta Locust Avenue. El bloque entre las avenidas Séptima y Lenox fue una vez un próspero lugar nocturno, conocido como "Swing Street", con numerosos cabarets, clubes de jazz y bares clandestinos. La calle se describe en los tiempos modernos como "un tramo tranquilo de casas de apartamentos de estilo casa de vecindad y casas de piedra rojiza, el tipo de bloque que caracteriza esta sección del centro de Harlem".

## Historia
La calle tiene un significado histórico durante la era de la Prohibición, cuando había muchos bares clandestinos que operaban en la calle y se la conocía como "Swing Street". La calle también se ganó la reputación de "Jungle Alley" debido a la "mezcla interracial" en la calle.

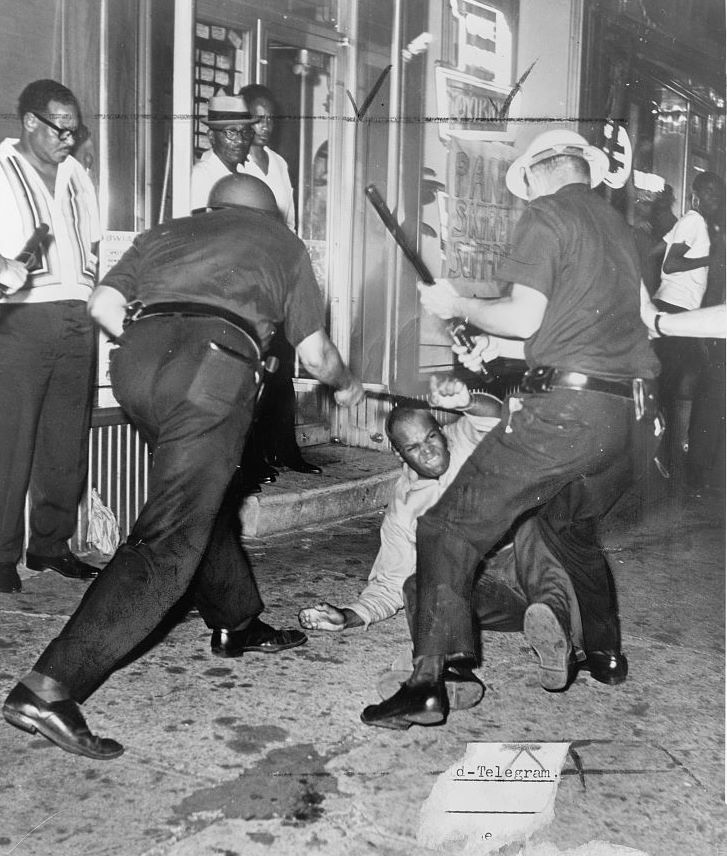
Incidente en la esquina de la calle 133 y la Séptima Avenida durante el disturbio de Harlem de 1964

Durante la Era del Jazz había al menos 20 clubes de jazz en la calle, principalmente concentrados entre Lenox Avenue (Malcolm X Boulevard) y la Séptima Avenida, y una joven Billie Holiday actuó aquí y fue descubierta aquí a la edad de 17 años. Holiday ha citado a la calle 133 como la Swing Street original, que jugó un papel importante en el desarrollo del entretenimiento afroamericano en Harlem y el jazz. The Nest Club abrió en 1923 cuando Melville Frazier y John Carey alquilaron el edificio en 169 West 133rd Street y establecieron Barbecue Club en el piso principal y The Nest en el piso de abajo, que abrió el 18 de octubre de 1923.
El historiador de jazz Frank Driggs describió que el club tiene una "atmósfera de pandillas de Chicago". Los clubes nocturnos destacados incluyen Tillie's Chicken Shack, conocido por la cantante Elmira, Bank's Club, Harry Hansberry's Clam House en 146 W. 133rd St., uno de los bares clandestinos LGBT más notorios de la ciudad de Nueva York establecido en 1928, con Gladys Bentley en un tuxedo cantando "su propia letra subida de tono de canciones populares", y Catagonia Club, más conocido como Pod's and Jerry's, que contó con el pianista y compositor de jazz Willie "The Lion" Smith.
La calle comenzó a perder su atractivo tras la derogación de la Prohibición en 1933, y el motín de Harlem de 1935 acabó con la reputación de la calle como refugio racial y la mayoría de los clubes interraciales se vieron obligados a cerrar. Uno de los últimos clubes que permaneció abierto fue Pod's and Jerry's, que pasó a llamarse "The Log Cabin" en 1933, y permaneció abierto hasta aproximadamente 1948-9, mucho después de que la calle 52 reemplazara a la calle 133 como la "Swing street". Más violencia racial estalló en la calle 133 y la Séptima Avenida durante el disturbio de Harlem de 1964.

## Hitos

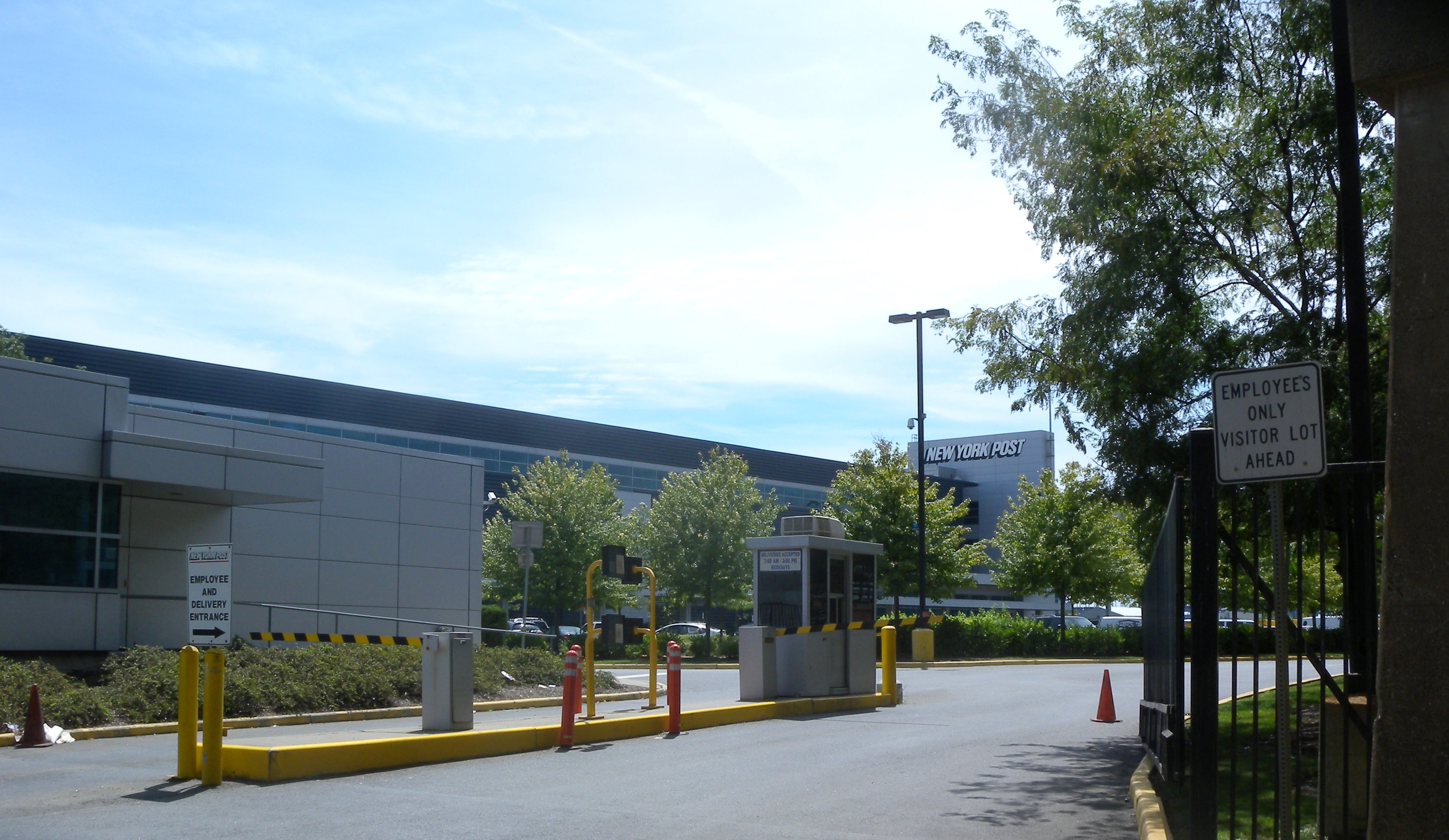
Imprenta del New York Post

Numerosos molinos surgieron a lo largo de la calle en el lado este, pero muchos de los antiguos edificios abandonados han sido demolidos y se han erigido nuevos edificios. El New York Post tiene un centro de impresión aquí. En el lado occidental se encuentra el Complejo Educativo Terence D. Tolbert y la Escuela Roberto Clemente, la Escuela Autónoma KIPP Infinity y la Estación de Autobuses de Manhattanville. El Centro de Biología Estructural de Nueva York está situado en el edificio del parque en 89 Convent Avenue, frente a la calle. En el lado este se encuentra la Iglesia Bautista Bethlehem Moriah y Bill's Place, un club de jazz establecido en 2006 por el saxofonista tenor Bill Saxton en un edificio que fue el antiguo bar clandestino Tillie's Chicken Shack. El obispo RC Lawson una vez tuvo una librería bíblica en la calle 133.